# Iglesia de San Bartolomé y Santa Tecla

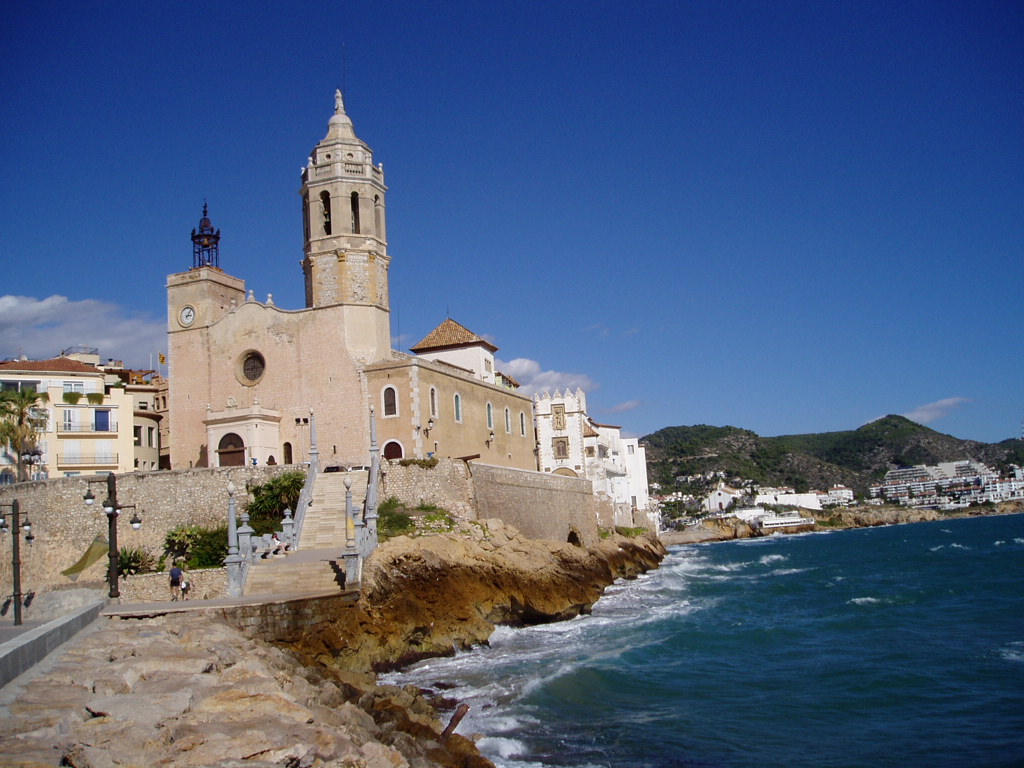
Vista de la fachada sur.

La iglesia de San Bartolomé y Santa Tecla es la iglesia parroquial de la ciudad de Sitges (Provincia de Barcelona, España), edificada en el siglo XVII con numerosas modificaciones posteriores. Su silueta asimétrica, sobre una colina que preside la playa, es una de las imágenes más características de la villa de Sitges.

## Descripción
Se trata de un templo barroco de tres naves con bóveda de medio punto reforzada por nervaduras. Esta iglesia es del siglo XVII, y se sitúa en el mismo lugar que ya había acogido dos iglesias anteriores, una románica y otra gótica (del 1322), poco documentadas por la pérdida de la documentación anterior al siglo XVII. La construcción se inició en 1665 y la iglesia fue bendecida el 18 de julio de 1672. Uno de los dos campanarios, la «torre del comunidor», es dos años posterior, en 1868 se pusieron las campanas y el reloj de la villa, una vez derribada la antigua «torre de las horas» de la calle mayor. En el siglo XIX se hicieron nuevamente obras de importancia: entre 1854 y 1856 se construyó la capilla del Santísimo y en 1868 se reformó el segundo campanario, de planta octogonal.
La iglesia conserva varios retablos. En primer lugar, la parte central del retablo renacentista (1499) de San Bartolomé y Santa Tecla, obra del pintor napolitano Nicolás de Credença. Este fragmento es lo que queda de la tabla central y representa a los santos patronos de la villa; a raíz de la construcción de la iglesia gótica, fue trasladado al santuario de la Nuestra Señora del Vinyet, de donde volvió en 1939 para a ser instalado tras el altar (estudio realizado por la historiadora del arte Isabel Coll i Mirabent, consulte el apartado de Bibliografía). El retablo del Roser es renacentista, y los otros retablos son barrocos.
Bajo el coro se conservan dos sepulcros góticos de los años 1317 y 1322, con los restos de Bernardo de Fonollar, Galceran de Ribes y Galcerán de Pacs. El baptisterio y la capilla lateral —dedicada a la Virgen de Montserrat— muestran pinturas de Pere Pruna. Entre 1950 y 1951, el arquitecto Francesc Folguera realizó obras en el cimborrio y el altar mayor.
Aparte de la nave y el crucero del templo, hay que mencionar dos capillas del siglo XIX anexas: la del Ecce Homo y la del Santísimo (esta con pinturas modernas de Darius Vilàs, que también pintó el presbiterio, todo por encargo del filántropo americano Charles Deering). Por la sacristía se puede acceder a la capilla de la Virgen de los Dolores.

## Retablos

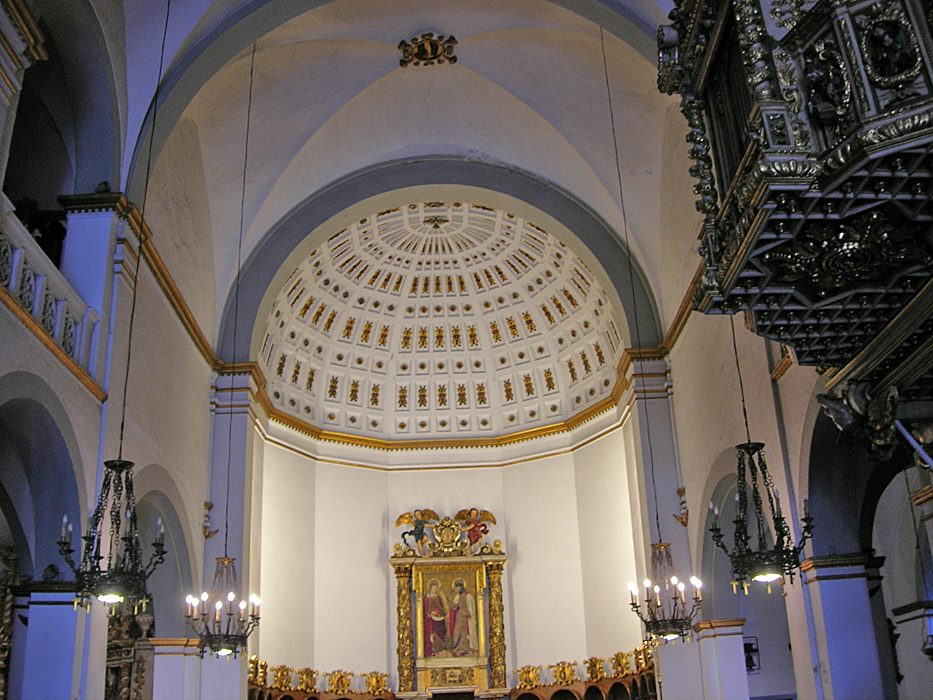
En el interior

Los retablos barrocos de la iglesia han sido especialmente estudiados por Isabel Coll. Ocupan las capillas laterales junto a la nave principal de la iglesia, con la excepción del retablo de los Dolores, en el lado derecho del larguero del templo. En la parte izquierda de la iglesia, mirando al altar, se encuentran las capillas del Remedio, de San Telmo y de San Pedro. A la derecha, la Inmaculada y el Rosario.

### Retablo del Rosario
El retablo del Roser es el más antiguo de los conservados en la parroquia, del año 1684, aunque de estructura renacentista. Es coetáneo de muchos otros de toda Cataluña que la Cofradía del Rosario dedicó a esta advocación mariana.
La estructura del retablo es de tipo matricial, con cinco columnas de imágenes separadas entre ellas por columnas salomónicas adornadas con pájaros y pámpanos. En el bancal o predela se representan misterios de Dolor, con la excepción del tema central, la Adoración de los Magos (esta inclusión se supone que reflejaba el paralelismo entre el gesto de ofrenda de los Reyes y la propia Cofradía, que ofrecía el retablo a la Virgen). Por encima del bancal está el primer piso, con una imagen moderna de la Virgen en el ámbito central. Esta imagen sustituye a una que en 1936, durante la guerra civil española, fue lanzada al mar. A los lados de la imagen hay cuatro escenas que transcriben los misterios de Gozo, y por encima de éstas, cuatro medallones con imágenes de los Padres de la Iglesia san Gregorio, san Jerónimo, san Agustín y san Ambrosio. 
En el segundo piso hay una imagen central que representa la Coronación de María, con dos imágenes a ambos lados representando los misterios de Gloria. En la parte más alta del retablo, el ático, se sitúa el Calvario, flanqueado en las bandas por dos imágenes: una de la Virgen, en el lado del Evangelio y la otra, en el lado de la Epístola, del arcángel san Gabriel, ilustrando ambas imágenes la escena de la Anunciación.
La manufactura del retablo evidencia varias manos, unas más diestras que otras. Esto vendría dado porque el trabajo del retablo se encargó a un taller de escultura, con los maestros haciendo el plano general y ejecutándo sus imágenes más comprometidas, y el taller llevó a cabo las figuras y ornamentos secundarios.

### Retablo de San Telmo
Construido en 1688, está atribuido al escultor barcelonés Jaume Tremulles, autor de trabajos similares. En la actualidad el retablo está bastante cambiado respecto a la disposición primitiva, dado que faltan las esculturas de los santos Gregorio, Jerónimo, Agustín y Ambrosio, Padres de la Iglesia, y que la imagen de San Telmo también es de confección moderna. Este retablo es una muestra del interés barroco para ejecutar conjuntos de muy dinámicos, con mucho movimiento. Refleja la vinculación con el mar de San Telmo, patrón de los marineros, el retablo está decorado con gran cantidad de elementos como peces, ángeles cabalgando monstruos marinos, formas vegetales marinas y otros similares. En la predela o bancal, el tema central es la consagración episcopal de San Telmo, flanqueada por dos imágenes representando el principal temor de los marineros: buques a la deriva por una tormenta en la derecha y un naufragio a la izquierda con la figura de San Telmo como protector de navegantes.
El retablo goza de una excelente policromía, obra del dorador vilafranquino Francisco Cervera, como lo certifica el contrato que éste firmó el 29 de junio de 1691 con los administradores de la Cofradía de San Telmo para realizarlo antes de la Pascua siguiente.

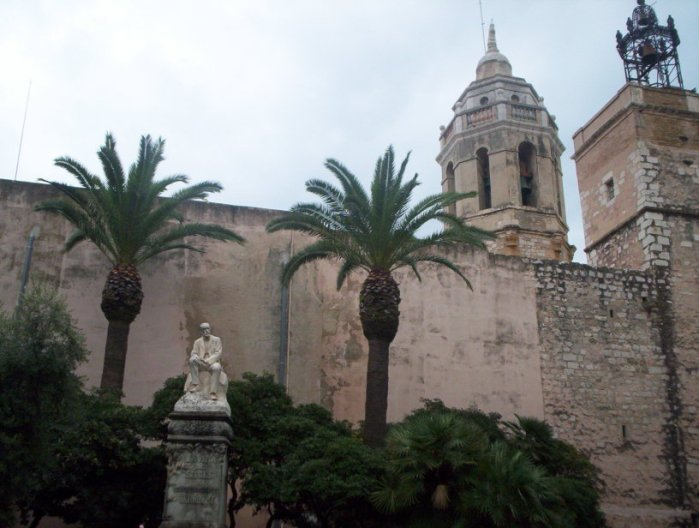
Vista del lateral norte.

### Retablo de la Virgen de los Dolores
Está dedicado a tres advocaciones vez: la Virgen de los Dolores, el Santo Sepulcro y San Francisco de Paula. Como lo atestigua un documento del Archivo Diocesano de Barcelona, la Universidad de Sitges firmó el 3 de mayo de 1699 un contrato con el escultor Joan Roig i Gurri para realizar un retablo para la capilla de los Dolores, que «necesariamente había de incluir la imagen del Santo Sepulcro». El pago de 500 libras procedió del derecho de la sal y de una aportación de Joan Llopis, sacerdote y párroco de El Vendrell, que puso por condición que una parte del retablo también debía estar dedicada a san Francisco. Los trabajos de estofado y dorado fueron obra de Joan Muxí.
El retablo está presidido por una imagen de la Virgen, en el espacio central, por encima del Santo Sepulcro emplazado sobre el altar. A los lados de la Virgen se encuentran cuatro tallas en alto relieve muy expresivas mostrando momentos dolorosos de su vida: el anuncio de Simeón, Jesús perdido y encontrado entre los doctores, la huida de Egipto y Jesús camino del Calvario. Flanqueando la imagen superior central de san Francisco de Paula se encuentran dos relieves que representan episodios de su vida. El 21 de julio de 1936 fue destruida la imagen de la Virgen de los Dolores, que se sustituyó en 1948 por la figura actual, una Piedad, obra del escultor de Sitges Pere Jou, y en 1946 se encargó un nuevo Sepulcro, que reemplazó el arrojado al mar durante la guerra civil, y utilizando la cabeza original del Cristo, que se pudo recuperar del mar.

### Otros retablos
El retablo de la Inmaculada Concepción. Fechado en 1694, se diferencia de retablos como el del Rosario, por una estructura reticulada y la imagen central tiene más de la mitad de la anchura total del retablo, dominando completamente la visión del espectador. La imagen de la Inmaculada y los ángeles que forman la peana son recientes, posteriores a la guerra civil.
El retablo de la Virgen del Remedio, del 1695, posiblemente es del mismo taller que el retablo de San Telmo, aunque los trabajos para dorarlo se extendieron hasta diecisiete años después, como mínimo. La imaginería del retablo ha sido bastante modificada modernamente. Estaba dedicado a dos advocaciones, que ocupaban los dos lugares centrales, la Virgen en el piso inferior, san Magín en el piso superior. En la actualidad, la Virgen del Remedio ocupa la hornacina central superior, mientras que san José ocupa el puesto de honor inferior. La imagen de san Magín ha pasado a los laterales, con otras figuras de santa Isabel, santa Teresa, san Juan Bautista, san Isidro y san Sebastián.
El retablo de san Pedro. La devoción a este santo viene de tiempos lejanos, Bernat de Fonollar legó el 9 de junio de 1326 un beneficio que determinaba que en el altar de san Pedro se celebrara misa diaria en recuerdo de él y su familia; la dotación procedía de un rédito sobre el castillo de Campdàsens. Parte del retablo actual es del siglo XVII (las dos hornacinas laterales del piso medio y la predela, formada por tres relieves), y el resto es de 1839, cuando se añadió las imágenes que faltaban al conjunto. La parte más interesante es la del bancal, que escenifica tres momentos de la vida del santo.
El retablo de San Raimundo de Peñafort está compuesto por una amalgama de piezas del siglo XVII y otras muy posteriores, se compuso en los años 80 del siglo pasado como estructura propia.

## El órgano

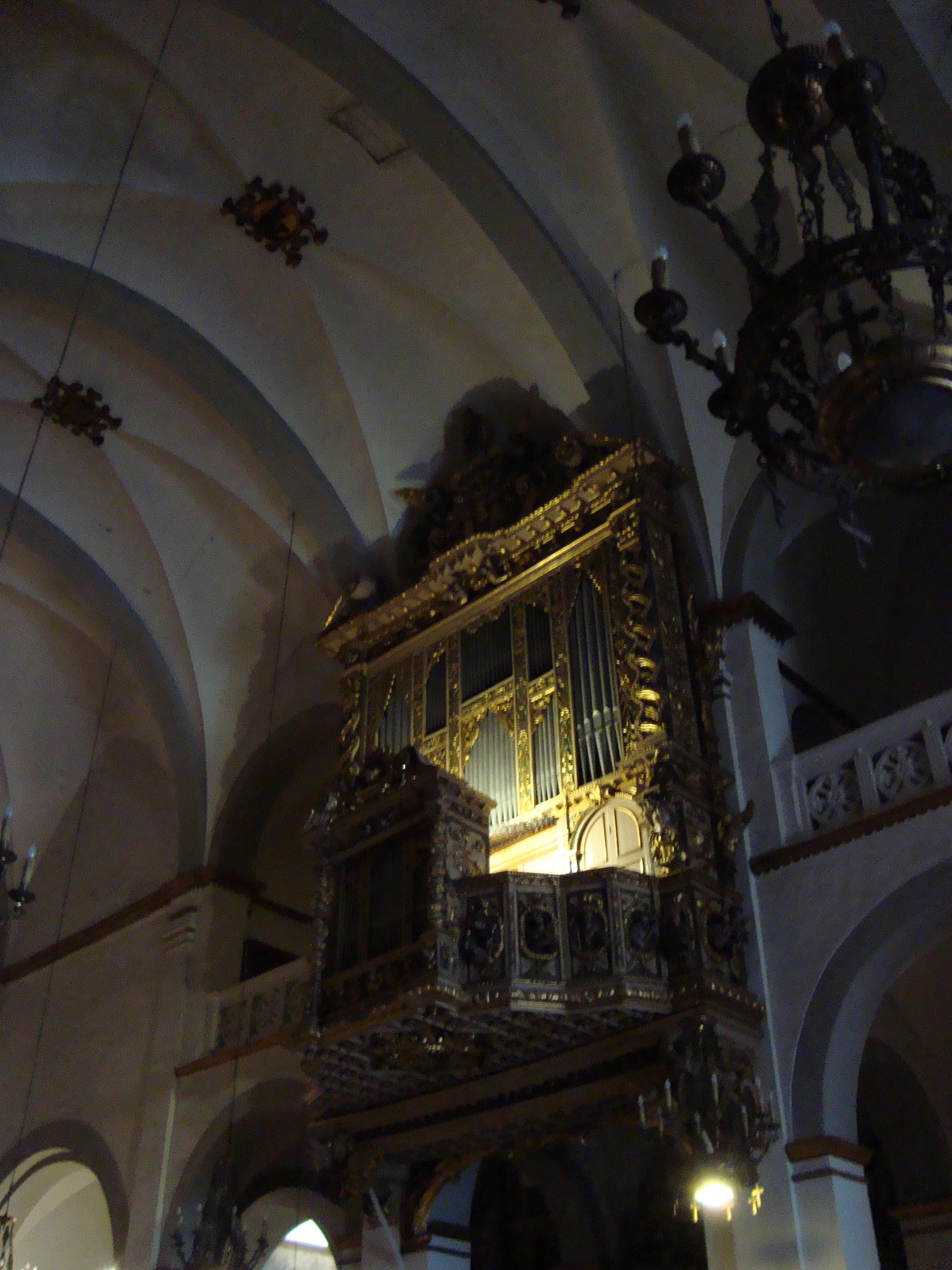
Vista del órgano.

El órgano barroco de la iglesia parroquial se sitúa en el lado derecho de la iglesia (mirando al altar), en la mitad de la nave, adosado a la galería que corre a lo largo de ésta. Ha sido estudiado modernamente por la escritora Vinyet Panyella, y sus investigaciones han permitido datarlo en la década de 1690, cuando se registran varios documentos para hacerlo. Primero se acordó con el organista Bartolomé Triay, trinitario, la construcción del órgano. Posteriormente, el 5 de octubre de 1695, la Universidad de Sitges firmó un contrato con el escultor Joan Roig i Gurri para que se encargara de la caja del órgano. Dos años más tarde se encargó a Sebastián Font que pintara las puertas de la caja, que se dedicaron a los patrones de Sitges, San Bartolomé y Santa Tecla. En mayo de 1699 se consideró el órgano totalmente terminado.
El instrumento es del modelo conocido como "de silla", con un órgano pequeño situado por debajo del grande. A ambos lados de la silla, dos barandillas muestran las imágenes de los apóstoles, con las caras mirando hacia abajo, como alentando a los fieles a participación, y en ambos lados de la caja están las esculturas de cuatro ángeles músicos. La parte más elevada del órgano está constituida por un friso y una cornisa, con dos ángeles que sostienen un medallón con el escudo de Sitges, que sujeta a su vez una imagen de la Inmaculada Concepción. La parte inferior de la base del órgano está formada como un techo de cuarterones, con una estrella en posición central.
Se encarga de la conservación del instrumento, al tiempo que organiza conciertos para promoverlo, la Asociación de Amigos del Órgano de Sitges, una entidad fundada en 1985 por el pianista, organista y compositor Josep Pagès i Busom (1946-2001).

## Galería

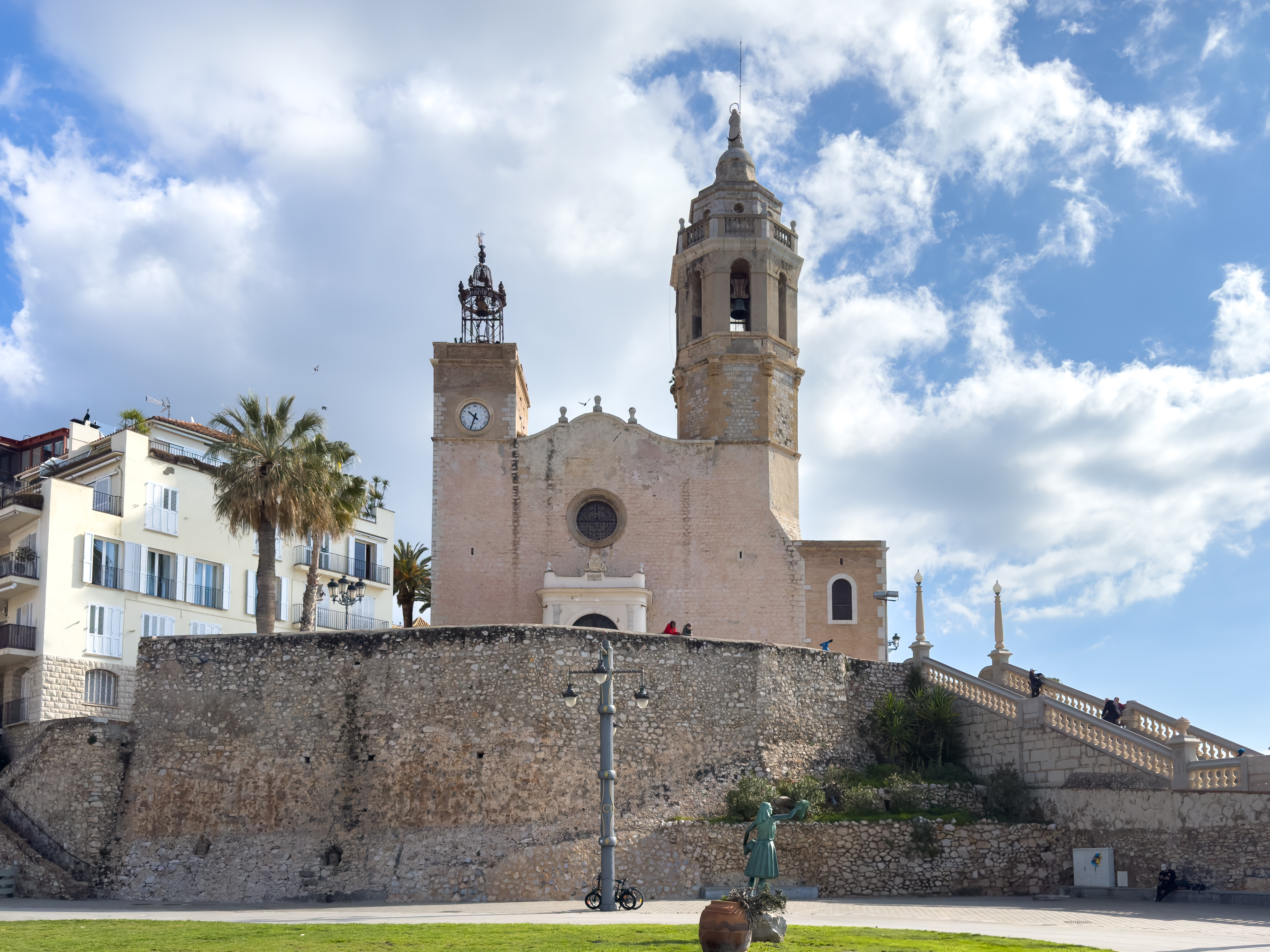
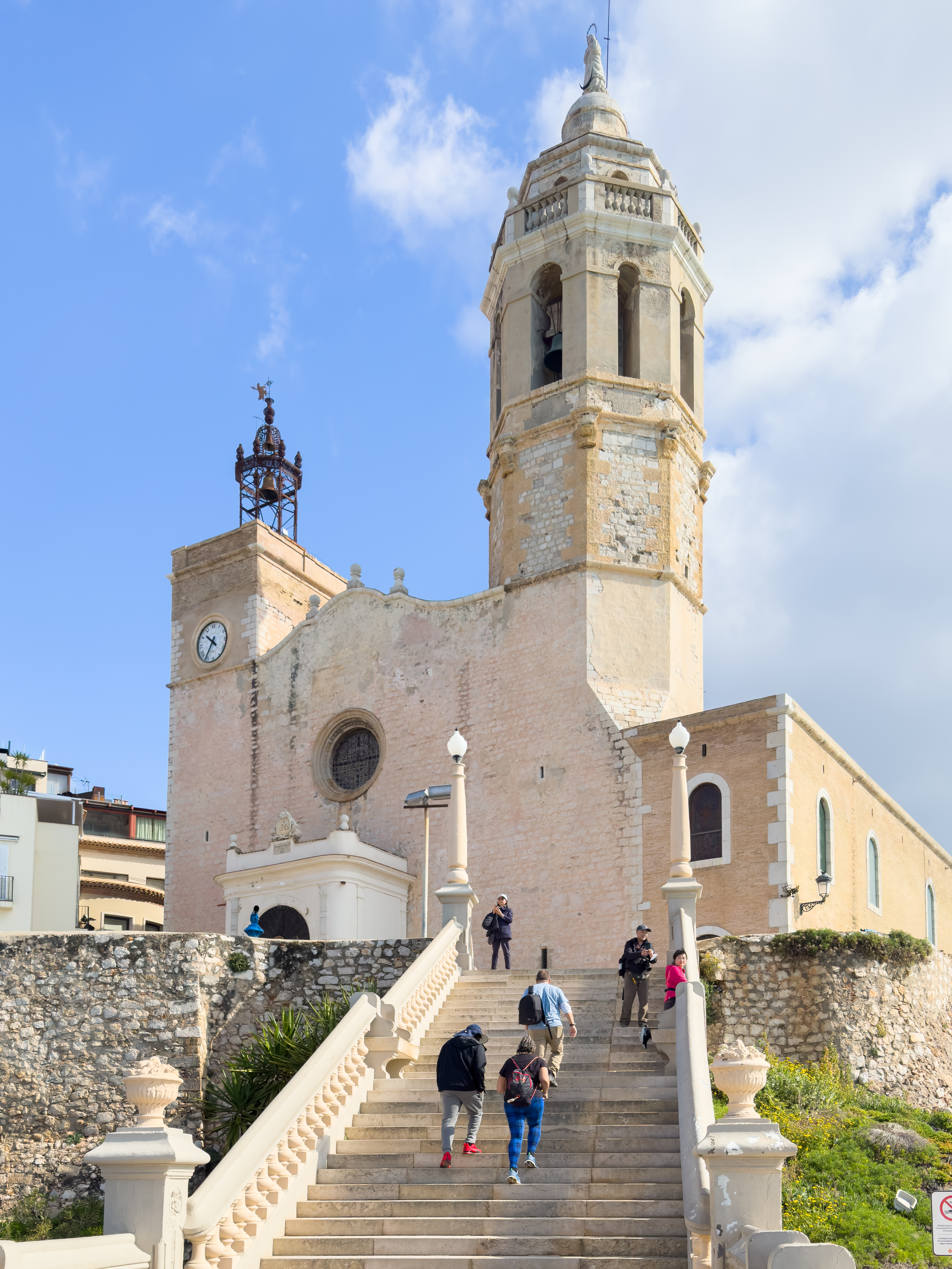
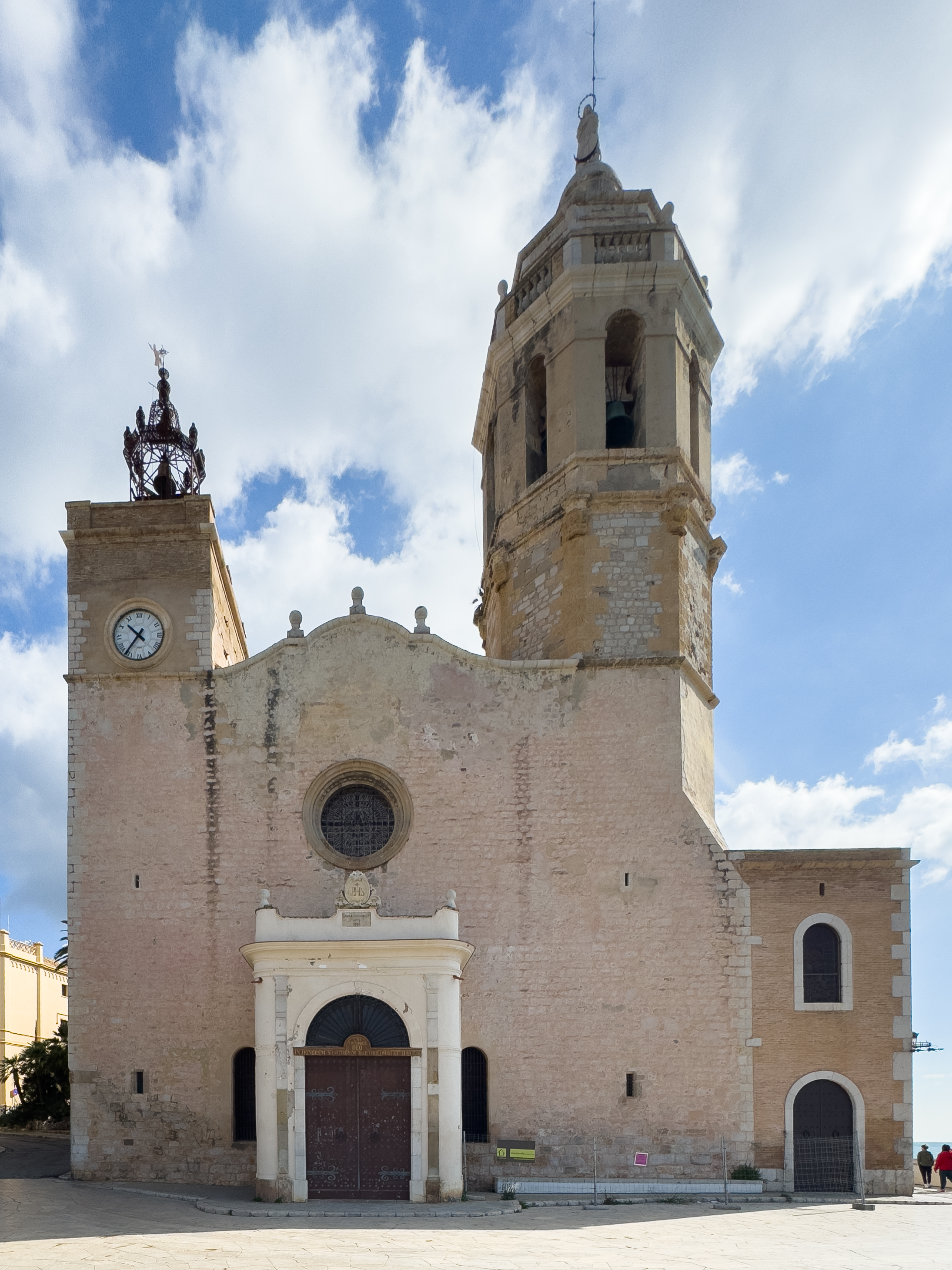
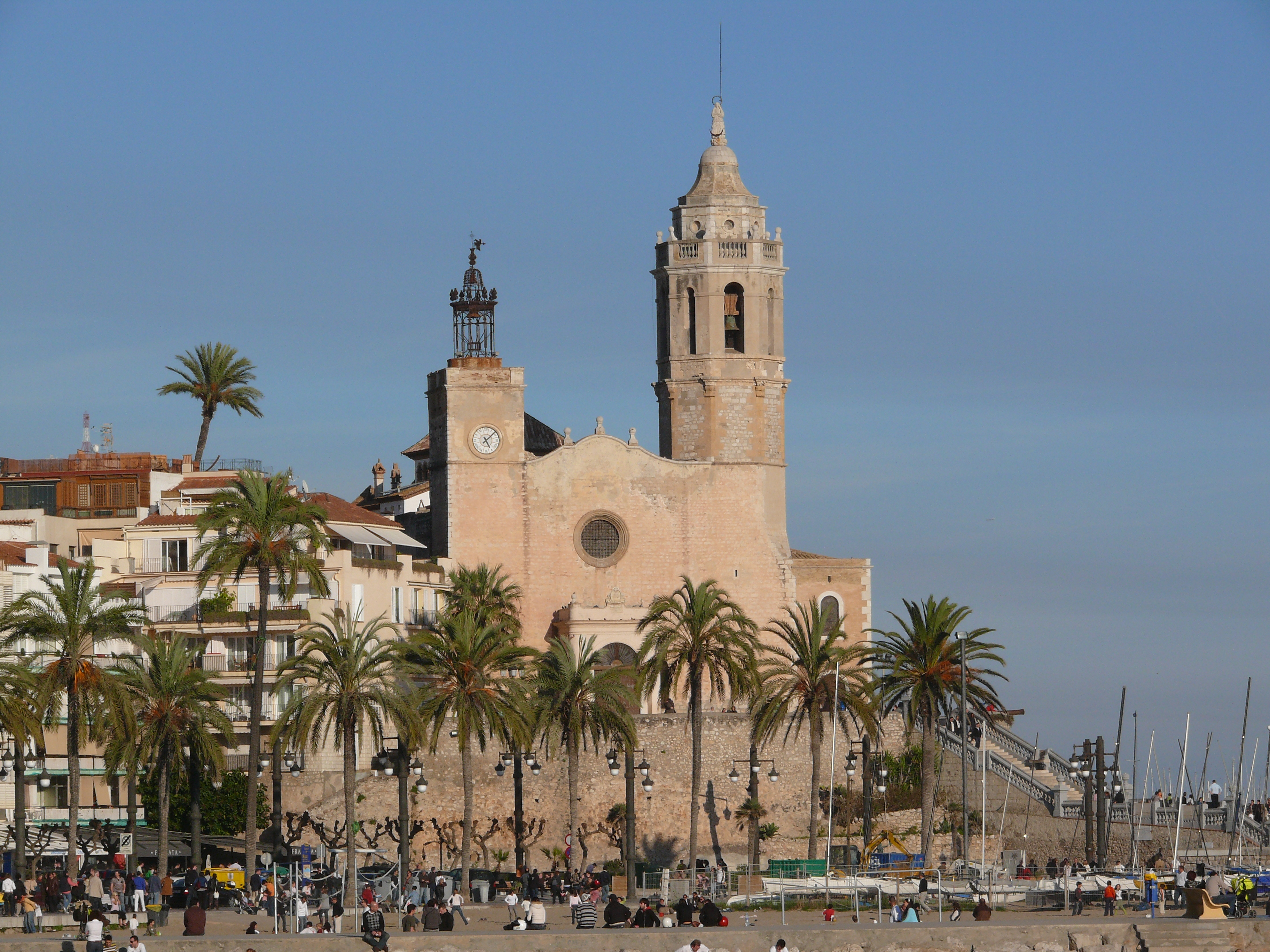

## Bibliografía

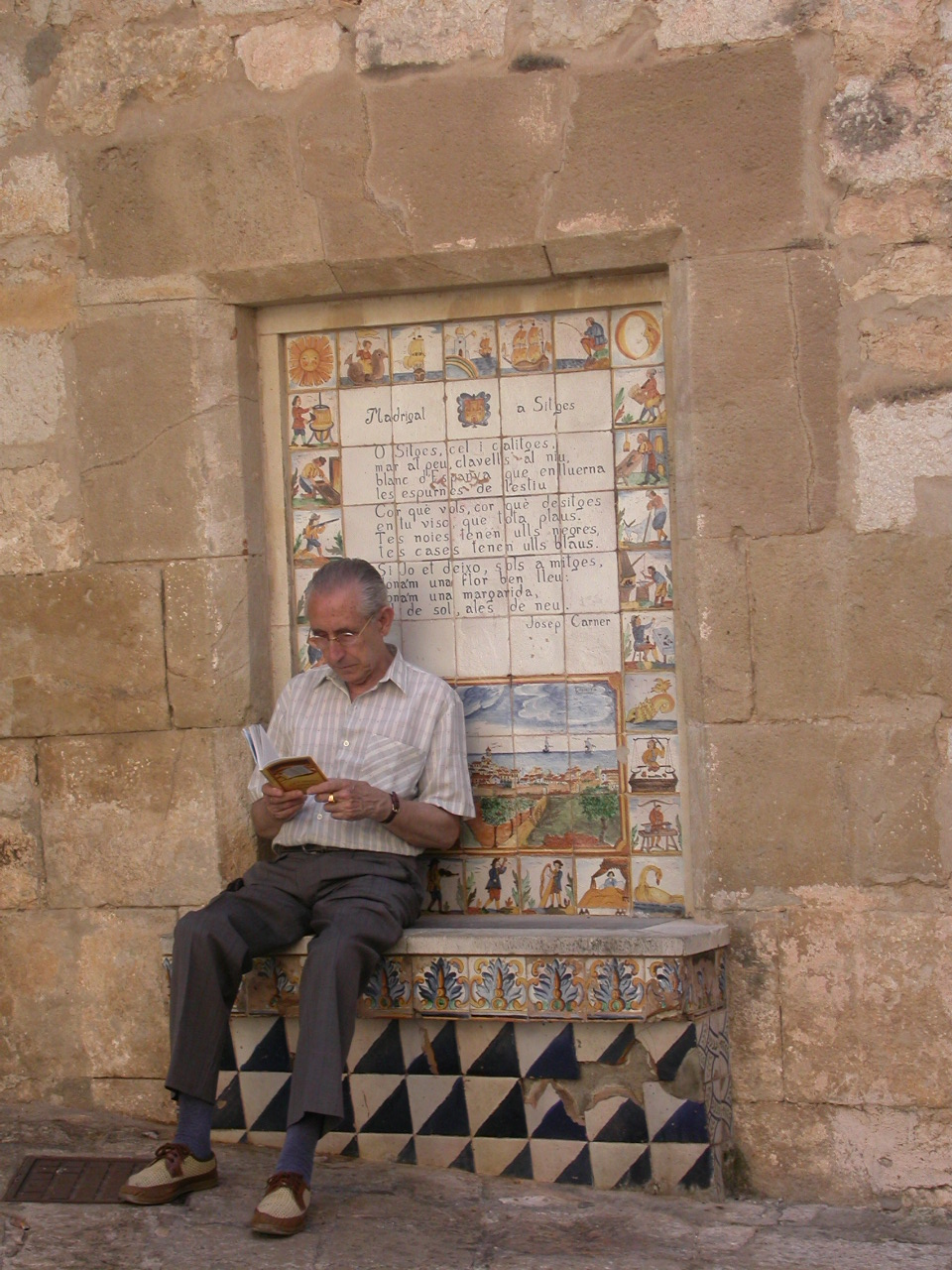
Mural cerámico con el Madrigal a Sitges de Josep Carner en el lateral norte de la iglesia.